# GATX

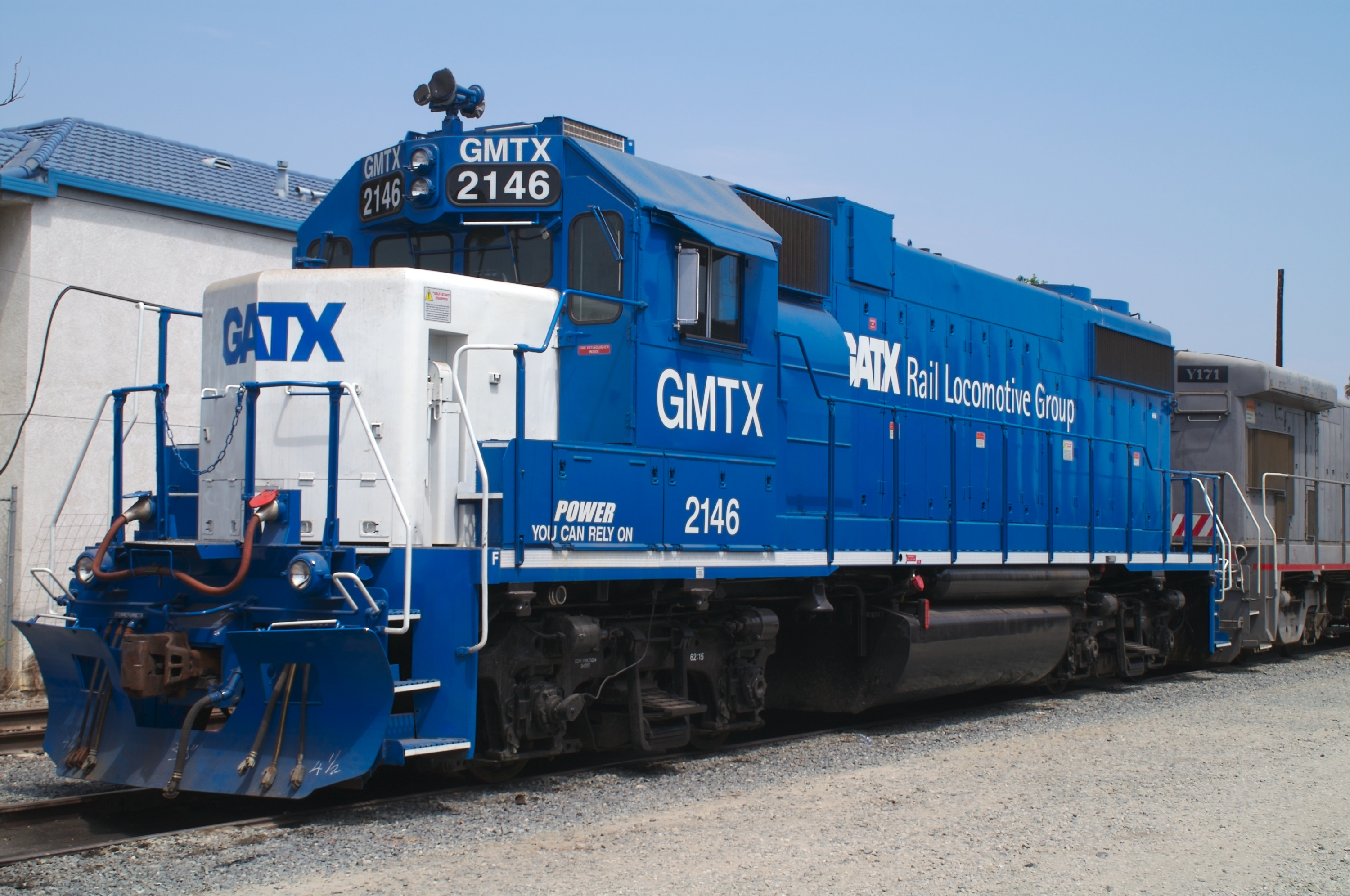
Una locomotiva GATX

La GATX, sigla di General American Transportation Corporation, è una società con sede in Chicago, Illinois. Fondata nel 1898 e quotata al NYSE dal 1916, è attiva nel settore ferroviario in particolare nel settore del leasing operativo in Nord America e in Europa; ha inoltre importanti investimenti in attrezzature industriali e marine, comprese le proprietà della American Steamship Company, che opera sui Grandi Laghi nordamericani.
In Europa ha base in Austria tramite la controllata GATX Rail Europe di Perchtoldsdorf: da qui opera tramite altre società in Polonia e Germania ed è partner di Rolls-Royce & Partners Finance Ltd. in Gran Bretagna ed AAE Ahaus Alstätter Eisenbahn Cargo AG in Svizzera..

## Incidenti
Il 1º luglio 2009 Rete Ferroviaria Italiana sospese per un certo periodo i trasporti con carri di proprietà della società Gatx - proprietaria dei carri esplosi nell'incidente ferroviario di Viareggio sulla rete di propria competenza. Il 31 gennaio 2017, il tribunale di Lucca ha condannato i vertici della società Gatx Austria per i reati di disastro ferroviario colposo, incendio colposo e omicidio plurimo colposo; il collegio ha altresì riconosciuto la responsabilità amministrativa della società medesima ai sensi del decreto legislativo 8 giugno 2001, n. 231. La sentenza è stata confermata in appello il 20 giugno 2019.
La società è stata nel tempo coinvolta anche in altri incidenti ferroviari nel mondo.